# Windenergiepark Vogelsberg
Der Windenergiepark Vogelsberg (kurz WEPV, oft auch Windpark Hartmannshain genannt) ist ein Windpark in der Gemeinde Grebenhain in Hessen. Er liegt auf dem Weißen Stein östlich des Ortsteils Hartmannshain.
Der WEPV wurde 1990 als erster deutscher Windpark in einem Mittelgebirge errichtet und diente jahrelang als Versuchsgelände und Testfeld dem vergleichenden Betrieb von Windkraftanlagen verschiedener Hersteller. Zugleich war der WEPV auch der erste Windpark in Hessen und wurde zudem im Jahr 2004 als erster Windpark in diesem Bundesland einem Repowering unterzogen.

## Technik
Der Windenergiepark Vogelsberg besteht aus acht Windkraftanlagen. Zum Einsatz kommen drei Enercon E-82 (Nabenhöhe 108 m, Rotordurchmesser 82 m, Leistung je 2 MW) und vier GE Wind Energy 1.5sl (Nabenhöhe 80 m, Rotordurchmesser 77 m, Leistung je 1,5 MW). Vom früheren Versuchsgelände wurde eine Tacke TW 1.5i (Nabenhöhe 67 m, Rotordurchmesser 65 m, Leistung 1,5 MW) übernommen. Der WEPV verfügt über eine Gesamtnennleistung von 13,5 MW. Die Einspeisung des erzeugten Stroms in das Netz der ovag Netz AG erfolgt über zwei Übergabestationen, direkt am Windpark und im 2 km entfernten Bermuthshain.

### Ursprünglicher Zustand
In seiner ursprünglichen Konzeption als Versuchswindpark und Testfeld sollte der WEPV die Erprobung verschiedener technischer Konzepte (z. B. Luv- und Leeläufer, Zwei- und Dreiblattrotor, Synchron- und Asynchrongenerator, Stall- und Pitch-Regelung, Stirnrad- und Planetengetriebe) von Windkraftanlagen unter gleichen Bedingungen im Mittelgebirge ermöglichen. Vorgesehen waren Standplätze für bis zu dreizehn Anlagen, von denen drei zu einem in den Windpark integrierten Testfeld gehörten.
Errichtet wurde schließlich je ein Exemplar der folgenden Anlagen (Nabenhöhe, Rotordurchmesser und Nennleistung in Klammern): Krogmann 15/50 (Nabe 30 m, Rotor 15 m, 50 kW), Enercon E-17 (Nabe 30 m, Rotor 17,2 m, 80 kW), Hüllmann FHW 100 (Nabe 24 m, Rotor 20 m, 100 kW), AN Bonus 150/30 (Nabe 30 m, Rotor 23 m, 150 kW), MAN Aeroman 14.8/33 (Nabe 22 m, Rotor 14,8 m, 33 kW), Tacke TW 250 (Nabe 30 m, Rotor 24 m, 250 kW), HSW 30 (Nabe 22 m, Rotor 12,5 m, 30 kW), HSW 250 (Nabe 28,5 m, Rotor 25 m, 250 kW). Ursprünglich vorgesehen war auch ein Exemplar des Einflüglers MBB Monopteros M30 (Rotor 33 m, 200 kW). Wegen der zwischenzeitlichen Produktionseinstellung dieses Typs wurde dann jedoch eine weitere (modifizierte) HSW 250 (mit vergrößertem Rotor von 28,5 m Durchmesser) errichtet. Insgesamt wurden also bis zu neun der dreizehn möglichen Standplätze im WEPV auch tatsächlich belegt.
Aeroman 14.8/33 und HSW 30 waren Zweiflügler. Auch war die HSW 30 – wie auch die dreiflüglige FHW 100 – ein Leeläufer. Alle übrigen Anlagen entsprachen als Luvläufer mit aktiver Windnachführung und drei Rotorblättern bereits der heute allgemein durchgesetzten Bauweise.

## Geschichte
Die Förderung erneuerbarer Energien in Hessen begann im Juli 1985 mit dem unter der rot-grünen Landesregierung (Kabinett Börner III) verabschiedeten Gesetz über sparsame, rationelle, sozial- und energieverträgliche Energienutzung. Es blieb auch nach dem Regierungswechsel infolge der Landtagswahl 1987 in Kraft. Bereits 1988 formulierte die nunmehrige CDU/FDP-Landesregierung (Kabinett Wallmann) ein Landesförderprogramm für die Forschung, Entwicklung, und Demonstrationsvorhaben im Energiebereich. Zu den Förderschwerpunkten dieses Programms zählte neben der Photovoltaik vor allem ein Windenergiepark, der als Pilotprojekt dem erstmaligen Versuchsbetrieb von Windkraftanlagen verschiedener Hersteller in einem deutschen Mittelgebirge dienen sollte. Die Kosten dieses Projekts wurden auf etwa 6 Millionen DM veranschlagt.
Geplant und gebaut wurde der Windpark durch das Land Hessen und die OVAG, die 1989 gemeinsam die Windenergiepark Vogelsberg GmbH als Betreibergesellschaft gründeten. Unterstützt wurden die Planungen durch das Anfang 1988 gegründete Institut für Solare Energieversorgungstechnik (ISET, heute Fraunhofer IWES) in Kassel. Nach Windmessungen des ISET an fünf verschiedenen Standorten im Vogelsberg wurde schließlich das Gelände bei Hartmannshain als Standort ausgewählt. Das Bundesministerium für Forschung und Technologie förderte den Windpark im Rahmen des 1989 aufgelegten 100-MW-Wind-Programms, welches 1991 zum 250-MW-Wind-Programm aufgestockt wurde.
Zwischen Oktober 1990 und Juni 1991 wurden acht Windkraftanlagen mit einer Nennleistung von je 30 bis 250 kW errichtet. Hersteller waren die Firmen Krogmann, Enercon, Hüllmann, Bonus Energy (deutscher Vertrieb durch AN Windenergie), Tacke Windtechnik und Husumer Schiffswerft (HSW). Der WEPV spiegelte somit auch die damalige Windenergiebranche wider, die in ihren Anfangsjahren durch eher kleine und mittelständische Unternehmen geprägt war. Von den genannten Herstellern existiert heute nur noch die Firma Enercon als einer der bedeutendsten weltweit und als deutscher Marktführer. AN und Bonus dagegen bilden nach der Übernahme durch Siemens deren Division Siemens Windenergie, während Tacke Windtechnik in der US-Firma Enron Wind Systems (später GE Wind Energy) aufgegangen ist. Die Windenergiesparte der Husumer Schiffswerft wurde nach deren Konkurs durch die Firma Jacobs Energie (heute Teil von Senvion) übernommen. Alle übrigen Firmen haben den Bau von Windkraftanlagen eingestellt bzw. sind vom Markt verschwunden.

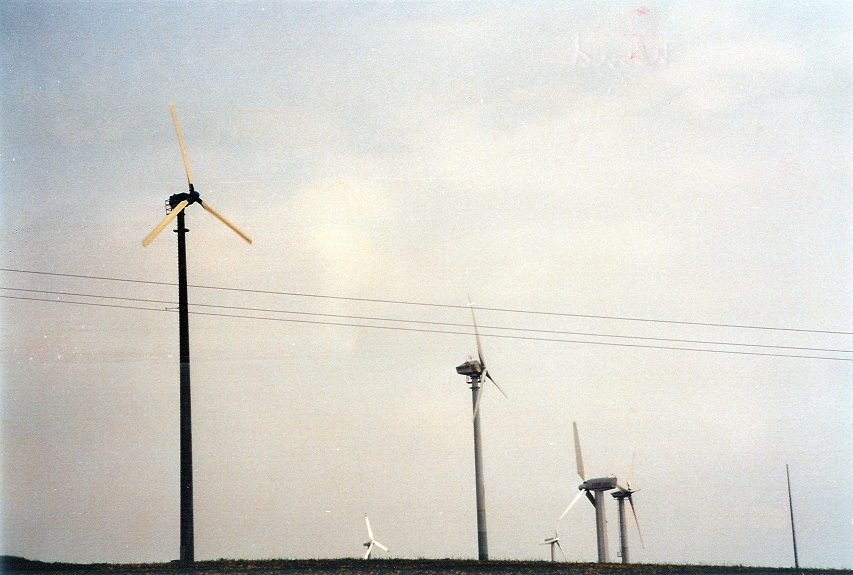
Windkraftanlagen im WEPV, 1991

Die Anlagen im WEPV bildeten bewusst einen Querschnitt der damaligen technischen Konzepte und Nennleistungen in der Anfangszeit des Ausbaus der Windenergieerzeugung ab. Zum WEPV gehörte außerdem ein Testfeld des ISET und des Fraunhofer LBF mit einer weiteren, für technologische Experimente modifizierten, Windkraftanlage des Herstellers MAN Technologie sowie einem Messcontainer und einem 50 m hohen Windmessmast. Dieser ermöglichte an fünf Stellen in verschiedenen Höhen eine systematische Vermessung der meteorologischen Verhältnisse, insbesondere der Windbedingungen, am Standort über viele Jahre hinweg. Die Windkraftanlage des ISET wurde u. a. für Versuche zur Fehlerfrüherkennung wie im Fall von Unsymmetrien und Unwucht des Rotors verwendet.
Der WEPV war von Beginn an auch als Demonstrationsobjekt für die Öffentlichkeit und für Investoren vorgesehen. Im Betriebsgebäude befand sich daher ein Vortragsraum mit Informationstafeln. Das Dach dieses Gebäudes diente weiterhin auch zur testweisen Anbringung von Photovoltaikanlagen der OVAG. Seit 2007 sind hier zwei der Sonne nachgeführte PV-Anlagen mit Anbringung auf Ständern installiert.
1993 wurde schließlich bei Windhausen, ebenfalls im Vogelsberg gelegen, der erste kommerziell betriebene Windpark in Hessen errichtet. Dieser Standort war bereits Bestandteil der Planungen für den WEPV gewesen. Ab 1994 erfolgte ein vermehrter Ausbau der Windenergienutzung in Hessen, zunächst vor allem im Vogelsbergkreis sowie im Landkreis Waldeck-Frankenberg. Auch gegenwärtig befinden sich noch fast zwei Fünftel aller rund 750 bis Ende 2013 in Hessen errichteten Windkraftanlagen im Vogelsbergkreis.
Die Gesamtnennleistung des WEPV in der Anfangszeit betrug etwa 1,2 MW. Bereits 1994 und 1996 mussten jedoch die Anlagen der Firmen Hüllmann und Krogmann wegen technischer Mängel stillgelegt und abgebaut werden. Nach dreijähriger Verzögerung, aufgrund der zwischenzeitlichen Insolvenz des Herstellers, wurde dann 1999 eine 1,5 MW-Anlage der Firma Tacke errichtet, die als Ausdruck der technischen Weiterentwicklung sämtliche bestehenden Altanlagen zusammen leistungsmäßig übertraf. Mit dieser Anlage sollte ursprünglich erprobt werden, ob – entgegen anfänglichen Annahmen – größere Windkraftanlagen auch im Mittelgebirge wirtschaftlich betrieben werden können.

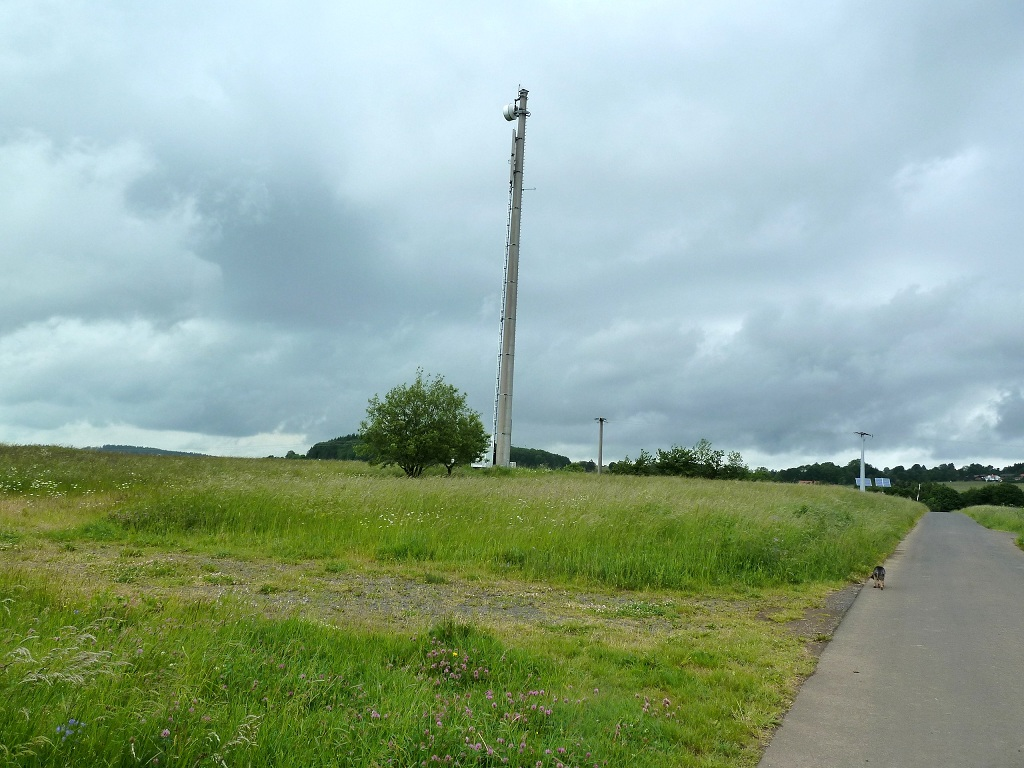
Turm der 1996 abgebauten Krogmann 15/50

2001 trat das Land Hessen seine Anteile an der Windenergiepark Vogelsberg GmbH an die OVAG ab. Im Jahr 2003 übernahm die HessenEnergie GmbH als Tochterfirma der OVAG die Windenergiepark Vogelsberg GmbH. Hintergrund war die geplante Modernisierung des Windparks, nachdem im mehr als zehnjährigen Dauerbetrieb umfangreiche Erfahrungen beim Einsatz von Windkraftanlagen im Binnenland gesammelt worden waren. Von Seiten der HessenEnergie wurde hierfür als Beteiligungsgesellschaft die hessenWind VI GmbH & Co. KG gegründet, an die der Standort langfristig verpachtet wurde. Nach der Auflösung der hessenWind VI am 18. Dezember 2013 übernahm die ovag Energie AG als einziger Kommanditist die bisher von dieser betriebenen Windparks, wozu neben dem Windenergiepark Vogelsberg noch zwei der Windparks bei Ulrichstein sowie je einer im Gebiet der Kommunen Kirtorf, Hirzenhain und Diemelsee gehören.

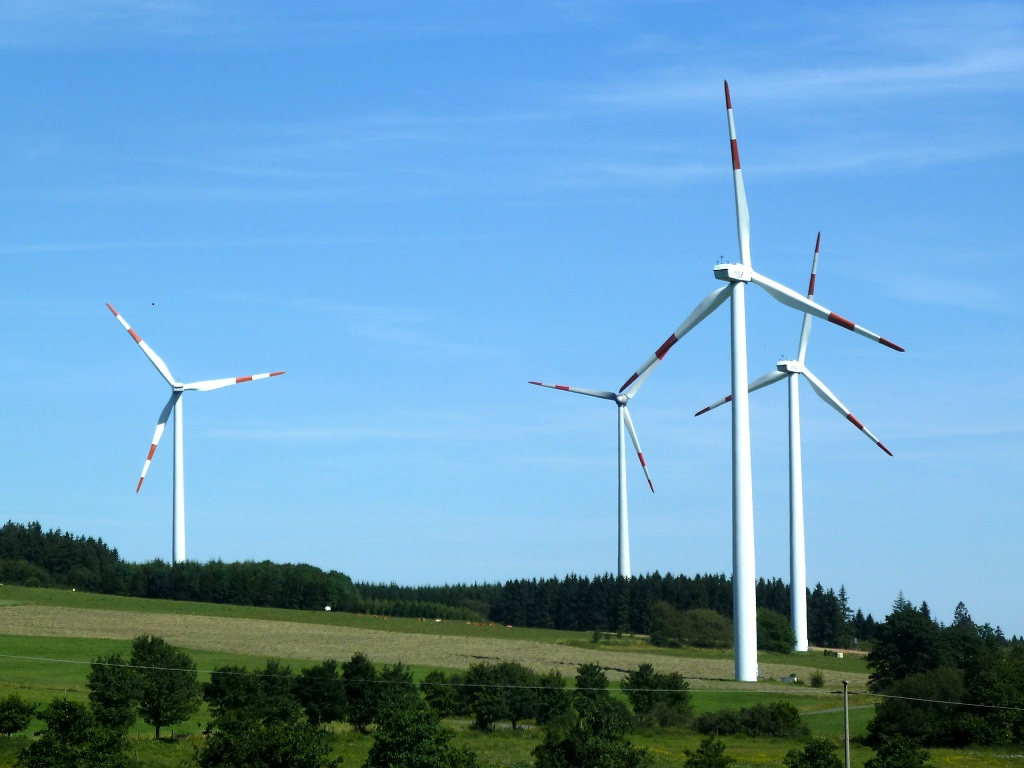
Windkraftanlagen im WEPV, 2012

Mit Ausnahme der 1,5-MW-Anlage der Firma Tacke (heute GE Wind Energy) wurden im September 2004 alle bestehenden Anlagen zurückgebaut. Im Rahmen eines erstmals in Hessen durchgeführten Repowerings errichtete man anschließend zunächst vier Windkraftanlagen des Herstellers GE Wind Energy, ebenfalls mit einer Leistung von je 1,5 MW. Im Sommer 2010 folgten drei Anlagen des Herstellers Enercon mit einer Leistung von je 2 MW. Diese sind einer Gesamthöhe von 149 m im oberen Rotorumlauf die derzeit höchsten Bauwerke auf dem Gebiet der Gemeinde Grebenhain. Zum Zeitpunkt der Fertigstellung waren sie auch die zweithöchsten Bauwerke im Vogelsbergkreis nach den nur geringfügig höheren Vestas-Windkraftanlagen im 2008–2009 errichteten Windpark Fleschenbach-Neustall.
Der WEPV wird seit dem Repowering als normaler kommerzieller Windpark betrieben.